# Richard Canaval
Richard Canaval (* 25. März 1855 in Klagenfurt; † 31. Juli 1939 ebenda) war ein österreichischer Montanist und Geologe.

## Leben
Canavals Vater war der Naturforscher Leodegar Canaval (1820–1898), seine Mutter war Ottilie von Rosthorn (1827–1917). Von 1874 bis 1886 studierte Richard Canaval an der Universität und der Technischen Hochschule in Graz sowie an der Montanistischen Hochschule in Leoben. Er war von 1886 bis 1918 Beamter der Bergbehörde. Seit 1907 hatte er den Posten eines Berghauptmannes mit dem Titel Hofrat in Klagenfurt inne.
Canaval gab verschiedene montanistische Veröffentlichungen heraus, daneben auch mineralogische und paläontologische.

## Veröffentlichungen
- Dr. Richard Canaval. In: ZOBODAT.at. OÖ Landes-Kultur GmbH (digitalisierte Veröffentlichungen von Richard Canaval).
- Beiträge zur Kenntnis der Erruptiv-Gesteine des Miess-Thales und zur Beantwortung einiger physikalisch-geologischer Fragen. Dissertation, Universität Graz, 1881 (handschriftlich).